# 株ネギ
株ネギ（かぶねぎ）は、相模原市で栽培されているネギの品種。原種維持を神奈川県農業技術センター北相地区事務所でおこなっている。
明治・大正時代にはすでに栽培をされていた。江戸時代に東北地方より伝わったという説がある。根深ネギに比べて葉鞘が柔らかく、辛みが弱いため、生食に向く。
11月から4月にかけて収穫される。分けつ性が高く、1株当たり10～20本に分けつする。種子繁殖はほとんど行われておらず、株分けによって増殖させる。